# Xara (piłkarz)
Xara, właśc. Fernando Agostinho da Costa (ur. 10 października 1981 w Luandzie) – angolski piłkarz grający na pozycji pomocnika.

## Kariera klubowa
Karierę piłkarską Xara rozpoczął w klubie Petro Atlético ze stolicy kraju, Luandy. W 2001 roku zadebiutował w jego barwach w pierwszej lidze angolskiej. Już w debiutanckim sezonie osiągnął z Petro Atlético swój pierwszy sukces, gdy wywalczył mistrzostwo Angoli. Z kolei w 2002 roku zdobył zarówno Puchar Angoli, jak i Superpuchar Angoli. W 2008 roku został po raz drugi mistrzem kraju, a w 2009 roku obronił ze swoim klubem tytuł mistrzowski.

## Kariera reprezentacyjna
W reprezentacji Angoli Xara zadebiutował w 2006 roku. W 2010 roku został powołany do kadry na Puchar Narodów Afryki 2010, w której zastąpił kontuzjowanego André Macangę.